# Флористика (раздел ботаники)
Флори́стика — раздел ботаники, предметом изучения которого являются флоры — исторически сложившиеся совокупности видов растений, распространённых на определённой территории.

## Методики
Задача флористики состоит в изучении флоры Земли в целом, флор отдельных частей земного шара, а также проведение сравнительного анализа различных флор. Первичная задача флористики при изучении любой флоры состоит в инвентаризации её видового состава.
Анализ флоры может проводиться по многим критериям. Основная методика флористики заключается в интегральном анализе растительных сообществ, включая изучение их таксономической, хронологической, эколого-географической, экологической, биологической и эколого-фенотической структуры. Если критерии, по которым проводится анализ, носят сугубо прикладной характер и целью анализа является выявление пищевых, лекарственных и технических растений, то такие исследования смыкаются с задачами, изучаемыми ботаническим ресурсоведением.

## История флористики
Начало эпохи великих географических открытий естественным образом стало причиной бурного развития флористики. Из тропической Африки, Индии, Восточной Азии, а позже из Америки в Европу в большом количестве привозились различные растения, в том числе культурные и декоративные. Сбором растений (в первую очередь в виде гербариев и семян) занимались не только профессиональные ботаники, но и миссионеры, врачи, путешественники. Растения описывались и систематизировались, затем эти описания публиковались в виде флор различных регионов нашей планеты.

## Сравнительная флористика
Раздел флористики, задачей которого является сравнительный анализ нескольких флор, называется сравнительной флористикой.
Один из эффективных методов сравнительной флористики состоит в изучении так называемых «конкретных флор» («элементарных флор») — совокупностей видов растений, приуроченных к целостным в генетическом отношении и ограниченным по площади (от 100 до 1000 км²) участкам.

## Региональная флористика
В высших учебных заведениях основы флористики обычно изучают в рамках учебного курса «Региональная флористика», который читают как один из учебных курсов, завершающих изучение ботаники. В рамках курса региональной флористики студенты изучают флористику на примере конкретного региона. Среди целей региональной флористики — выделение специфических для данного региона фитохорий (взаимно подчинённых пространственных единиц различного ранга, выделяемых в процессе флористического районирования) и изучение пространственной дифференциации местной флоры. В рамках курса региональной флористики на основе теоретических знаний (полученных в рамках других курсов) студенты вырабатывают навыки описывать флору и растительность, анализировать данные, получаемые в ходе практических работ. Предполагается, что получаемые знания будут использоваться студентами в будущей педагогической работе, в том числе при проведении экскурсий со школьниками, а также при проведения экологических (в том числе природоохранных) работ.

## Учёные-флористы
Учёных, занимающихся флористикой, называют флористами (или, существенно реже, флорографами).
| |  |  |
| Знаменитые учёные-флористы: Иоганн Георг Гмелин, Александр Андреевич Бунге, Александр фон Гумбольдт |  |  |